# Jan Kukal
Jan Kukal, né le 13 septembre 1942 à Bratislava, est un ancien joueur tchécoslovaque de tennis professionnel.
Il est par la suite devenu entraineur de tennis et a coaché entre autres David Rikl et Jiří Novák.

## Palmarès

### Titres en simple (3)
- 1968 : Travemünde International Tournament, Czecheslovakian Nationals
- 1969 : Israël International Championships

### Finales en simple (4)
- 1967 : Lyon Covered Court Championships
- 1969 : Yugoslavian International Championships, Czecheslovakian Nationals, Tidewater International

### Titre en double (1)
| No | Date       | Nom et lieu du tournoi                     | Catégorie | Dotation | Surface    | Partenaire  | Finalistes              | Score         |  |
| -- | ---------- | ------------------------------------------ | --------- | -------- | ---------- | ----------- | ----------------------- | ------------- |  |
| 1  | 29-01-1973 | Tournoi de tennis de Des Moines Des Moines |           | NC $     | Dur (int.) | Jiří Hřebec | Juan Gisbert Ion Țiriac | 4-6, 7-6, 6-1 |  |

### Finales en double (4)
| No | Date       | Nom et lieu du tournoi                   | Catégorie           | Dotation | Surface      | Vainqueurs                     | Partenaire  | Score         |  |
| -- | ---------- | ---------------------------------------- | ------------------- | -------- | ------------ | ------------------------------ | ----------- | ------------- |  |
| 1  | 04-08-1969 | Tournoi de tennis des Pays-Bas Hilversum |                     | NC $     | Dur (ext.)   | Tom Okker Roger Taylor         | Jan Kodeš   | 6-3, 6-2, 6-4 |  |
| 2  | 26-04-1971 | Catania Open Catane                      | Grand Prix          | NC $     | Terre (ext.) | Pierre Barthès Pierre Jauffret | Jan Kodeš   | 6-4, 3-6, 6-3 |  |
| 3  | 14-08-1972 | Rothmans Canadian Open Montréal          | Championship Series | 70 000 $ | Terre (ext.) | Ilie Năstase Ion Țiriac        | Jan Kodeš   | 7-6, 6-3      |  |
| 4  | 05-02-1973 | Utah International Salt Lake City        | Grand Prix          | NC $     | Dur (int.)   | Mike Estep Raúl Ramírez        | Jiří Hřebec | 6-4, 7-6      |  |

### Autres performances
- Demi-finale en double aux Internationaux de France de tennis 1972 avec Jan Kodeš.
- Quart de finale en double au tournoi de Wimbledon 1973 avec Jan Kodeš.